# Jasuharu Kurata
Jasuharu Kurata (* 1. únor 1963) je bývalý japonský fotbalista.

## Klubová kariéra
Hrával za Honda, Yomiuri.

## Reprezentační kariéra
Jasuharu Kurata odehrál za japonský národní tým v letech 1986–1987 celkem 6 reprezentačních utkání.

## Statistiky
| Japonsko | Japonsko | Japonsko |
| Roky     | Záp.     | Góly     |
| -------- | -------- | -------- |
| 1986     | 1        | 0        |
| 1987     | 5        | 0        |
| Celkem   | 6        | 0        |